# Kavanisi Takasi
Kavanisi Takasi japán válogatott labdarúgó.

## Pályafutása

### A válogatottban
1934 májusában, amikor Kawanishi a Kwansei Gakuin Egyetem hallgatója volt, behívták a japán válogatottba az 1934-es manilai távol-keleti bajnokságra. Ezen a versenyen május 13-án debütált a Holland Kelet-Indiák ellen. Később a Fülöp-szigetek és a Kínai Köztársaság ellen is szerepet kapott. A japán válogatottban összesen 3 mérkőzésen szerepelt.

## Statisztika
| Japán válogatott | Japán válogatott | Japán válogatott |
| Időszak          | Mérk.            | gól              |
| ---------------- | ---------------- | ---------------- |
| 1934             | 3                | 0                |
| Összesen         | 3                | 0                |